# Bischofsheim an der Rhön
Bischofsheim an der Rhön là một town ở the district Rhön-Grabfeld, bang Bayern, Đức. Đô thị này tọa lạc ở Rhön Mountains, 29 km về phía đông nam của Fulda.

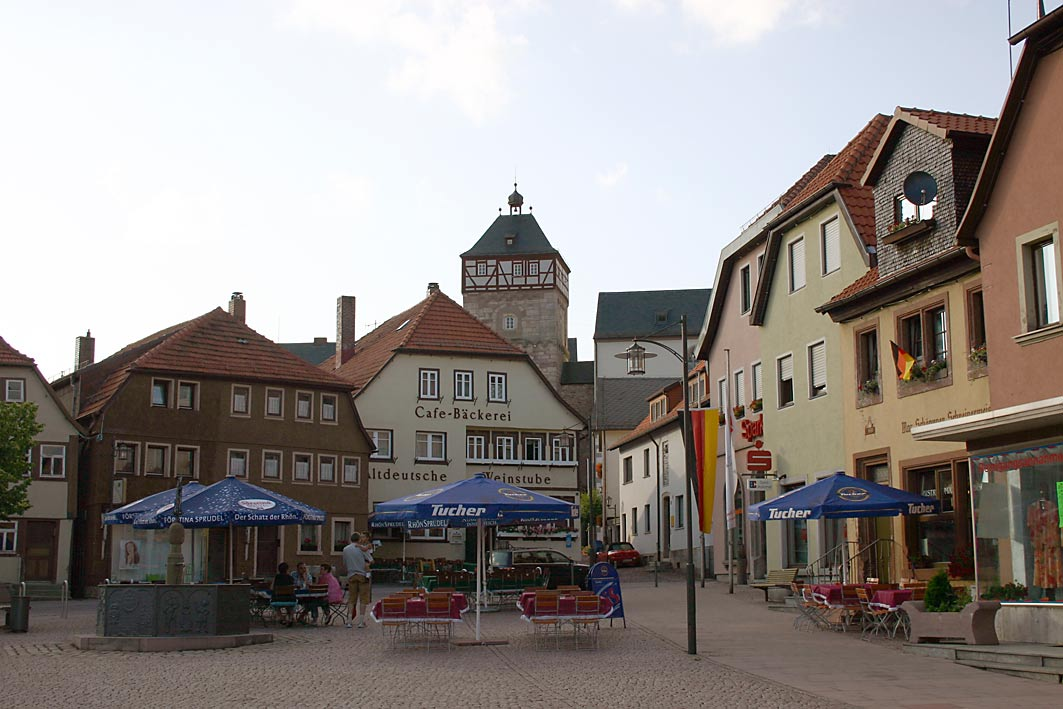
Market place of Bischofsheim
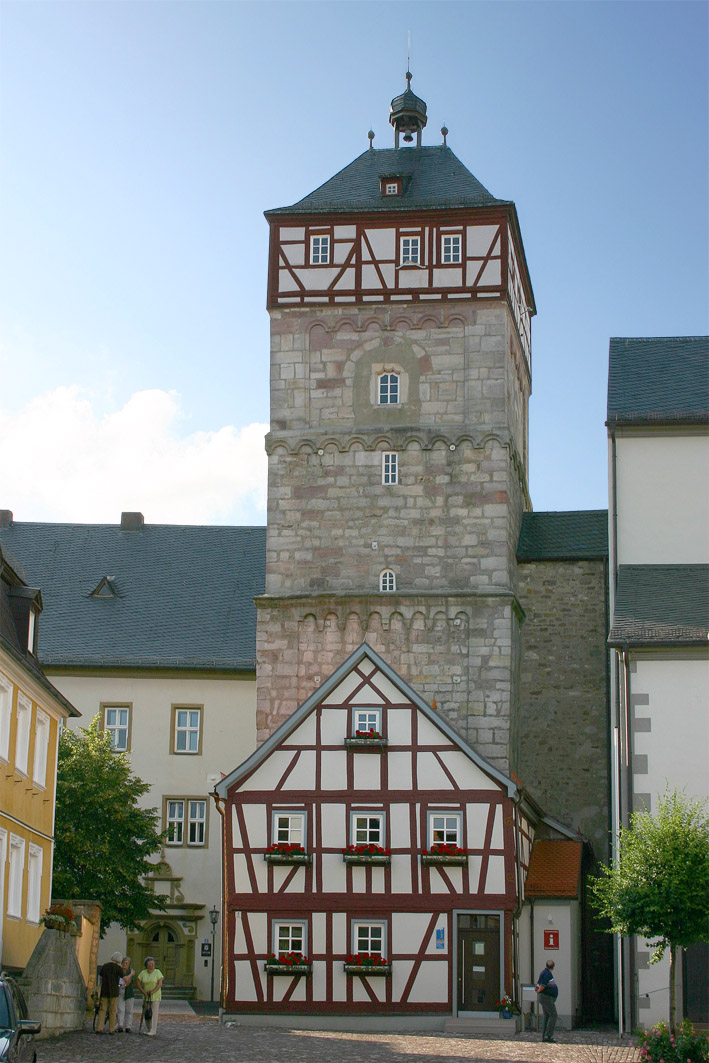
Tower „Zentturm"
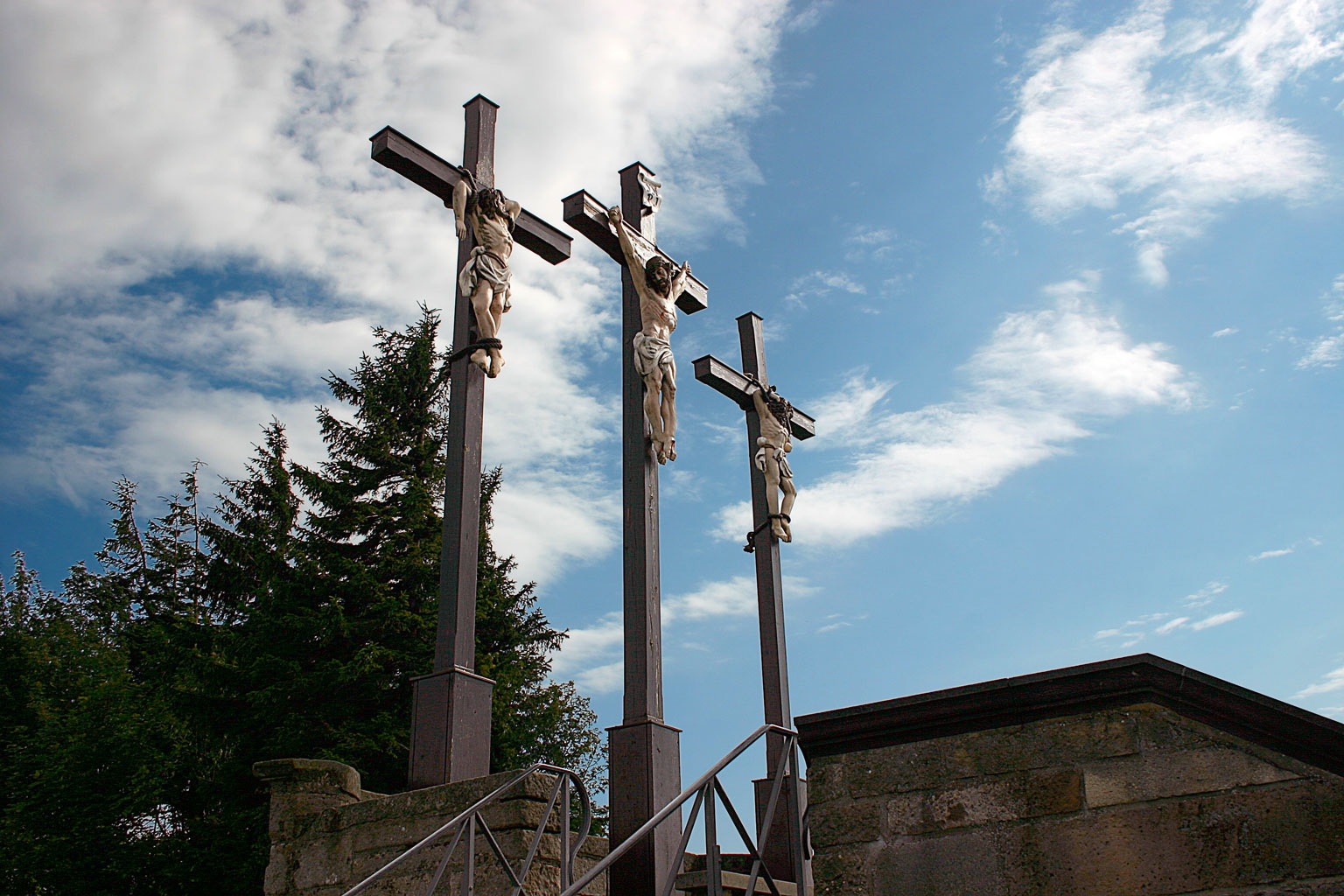
Crosses on the Kreuzberg